# Mesadenella atroviridis
Mesadenella atroviridis är en orkidéart som först beskrevs av João Barbosa Rodrigues, och fick sitt nu gällande namn av Leslie Andrew Garay. Mesadenella atroviridis ingår i släktet Mesadenella och familjen orkidéer. Inga underarter finns listade i Catalogue of Life.